# Michalin (powiat żyrardowski)
Michalin – wieś w Polsce położona w województwie mazowieckim, w powiecie żyrardowskim, w gminie Mszczonów. Miejscowość wchodzi w skład sołectwa Piekarowo.
Wieś wchodzi w skład sołectwa Piekarowo.
W latach 1975–1998 miejscowość należała administracyjnie do województwa skierniewickiego.